# Primula blattariformis
Primula blattariformis là một loài thực vật có hoa trong họ Anh thảo. Loài này được Franch. miêu tả khoa học đầu tiên năm 1887.